# Дром (департамент)
Дром (фр. Drôme, окс. и франкопров. Droma) — департамент на юго-востоке Франции, один из департаментов региона Овернь — Рона — Альпы. Порядковый номер — 26. Административный центр — Валанс. Население — 499 313 человек (53-е место среди департаментов, данные 2010 г.).

## География
Площадь территории — 6530 км². Через департамент протекают реки Рона и Дром.
Департамент включает 3 округа, 36 кантонов и 369 коммун.

## Округа департамента Дром
В департамент Дром входят округа:
- Валанс

- Ди

- Ньон

## История
Дром — один из первых 83 департаментов, образованных во время Великой французской революции в марте 1790 г. Возник на территории бывшей провинции Дофине. Название происходит от реки Дром.

## Палеоантропология
Зубы из слоёв D, C, F и G на стоянке Мандрен (Mandrin) близ города Малатаверн принадлежат неандертальцам. Стоянка в гроте Мандрен документирует первое чередующееся занятие пещеры неандертальцами и современными людьми. Слой E с неронской каменной индустрией (Neronian lithic industry/Neronian culture, от местонахождения Грот-де-Нерон), содержащий коронку второго моляра верхней челюсти Homo sapiens (URdm2; Man12 E 1300), датируется оптическим и радиоуглеродным методами возрастом от 56 800 до 51 700 лет до настоящего времени и стратиграфически находится между слоями с мустьерской индустрией, содержащими останки неандертальцев. Это вторжение ранних анатомически современных людей в долину Роны связано с технологией, неизвестной ни в одной индустрии той эпохи за пределами Африки или Леванта.